# Examen genético

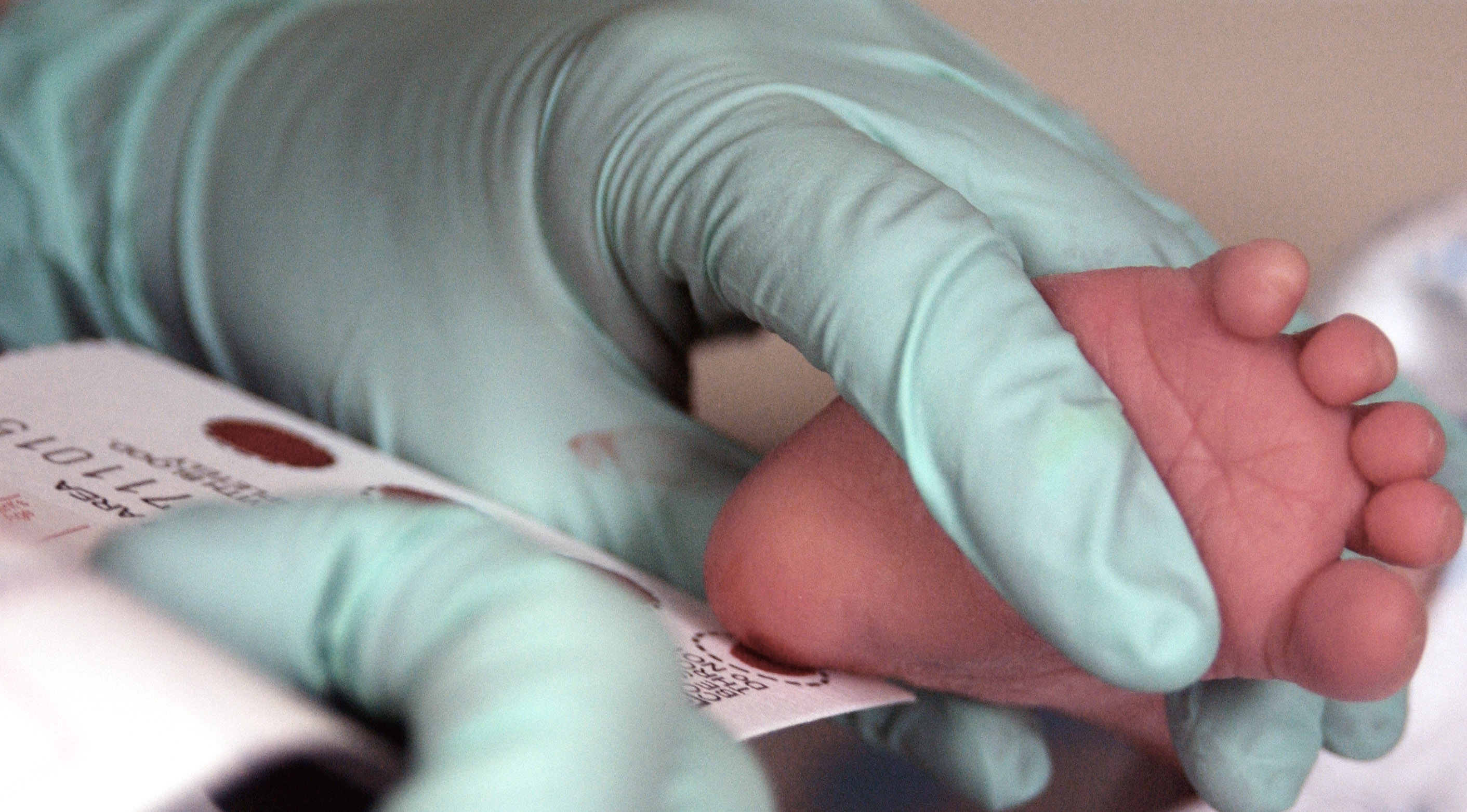
Toma de una muestra de sangre de un bebé de dos semanas para realizarle una prueba de detección de fenilcetonuria o PKU.

El examen genético permite el diagnóstico de la vulnerabilidad hacia determinadas enfermedades hereditarias basándose en la genética, y puede ser también utilizado para determinar la ascendencia de una persona. Normalmente, cada ser humano posee dos copias de cada gen, una heredada de su madre y otra de su padre. Se cree que el genoma humano contiene alrededor de 20 000 o 25 000 genes. Además de estudiar a los cromosomas al nivel de genes individuales, el examen genético, en un sentido más amplio, incluye pruebas bioquímicas para demostrar la posible presencia de enfermedades genéticas, o formas mutantes de genes asociados con el crecimiento del peligro de desarrollar desórdenes genéticos. El examen genético identifica cambios en cromosomas, genes o proteínas. La mayor parte de las veces, el examen se utiliza para hallar cambios que están asociados con enfermedades hereditarias. Sus resultados pueden confirmar o descartar una condición genética que antes fuese probable o ayudar a determinar las oportunidades de un ser humano de desarrollar o evitar una enfermedad genética. Actualmente están en vigencia cientos de tests genéticos, y están siendo desarrollados nuevos. 
Ya que los exámenes genéticos pueden causar problemas éticos o psicológicos, son usualmente acompañados por el consejo genético.

## Clases
El examen genético es "el análisis del ARN, los cromosomas (ADN), las proteínas, y los procesos metabólicos para detectar enfermedades hereditarias, relacionándose con el genotipo, las mutaciones, el fenotipo, o el cariotipo, con propósitos clínicos". (Holtzman & Watson 1997). Puede proveer información acerca de los genes de una persona y de sus cromosomas a lo largo de su vida. Las clases de pruebas actualmente disponibles incluyen:
- Monitoreo de los recién nacidos: Es utilizado después del nacimiento para identificar enfermedades genéticas que pueden ser tratadas tempranamente. El test rutinario a los niños para verificar enfermedades es el más utilizado: millones de bebés son examinados cada año en los Estados Unidos. Todos los estados actualmente examinan a los niños para verificar si sufren de fenilcetonuria (una enfermedad genética que causa retraso mental si no se trata) e hipotiroidismo congénito (una enfermedad de la glándula tiroides).
- Exploración complementaria: Es utilizada para diagnosticar o controlar una condición específica de los genes o los cromosomas. En muchos casos, este examen genético es utilizado para confirmar un diagnóstico cuando se sospecha una condición en particular basada en mutaciones y síntomas físicos. El test de diagnóstico puede ser tomado en cualquier momento de la vida de una persona, pero no está disponible para todos los genes o todas las condiciones genéticas. Los resultados de un examen de diagnóstico pueden influenciar las elecciones de una persona sobre su salud y el control de la enfermedad.
- Examen del portador: El examen del portador es utilizado para investigar a las personas que portan una copia de una mutuación genética que, cuando está presente en dos copias, causa una enfermedad genética. Esta clase de examen se ofrece a las personas que tienen una historia clínica familiar de desórdenes genéticos y a la gente de grupos étnicos con un riesgo amplio de poseer enfermedades específicas genéticas. Si ambos padres son examinados, la prueba puede proveer información del riesgo que tiene una pareja de tener un hijo con problemas genéticos.
- Examen prenatal: Es utilizado para detectar cambios en los genes o cromosomas de un feto antes de nacer. Este tipo de examen se les ofrece a las parejas con un riesgo alto de tener un bebé con una enfermedad genética o cromosómica. En algunos casos, puede disminuir la incertidumbre de una pareja y ayudarlos a decidir si deben abortar el embarazo. Sin embargo, no puede identificar todas las enfermedades hereditarias y defectos de nacimiento.
- Examen predictivo: Estos exámenes son utilizados para detectar mutaciones genéticas asociadas con enfermedades que aparecen luego del nacimiento, o aún más tarde. Estas pruebas pueden ayudar a las personas que tienen un miembro de la familia que sufre una enfermedad genética, pero que ellos mismos no la poseen al momento del test. El examen predictivo puede identificar las mutaciones que incrementan las posibilidades de una persona de desarrollar enfermedades con una base genética, como algunos tipos de cáncer. Por ejemplo, una persona con una mutuación de BRCA1 tiene un riesgo del 65% de contraer cáncer de mama.[1] Este examen también puede predecir si una persona puede sufrir de hemocromatosis antes de que aparezca cualquier tipo de síntoma. Los resultados de estos exámenes pueden proveer información sobre los riesgos de una persona de desarrollar una enfermedad específica y ayudar a tomar decisiones sobre el cuidado de su salud.
- Huella genética: Los exámenes de huellas genéticas utilizan las cadenas de ADN de una persona para propósitos legales. A diferencia de los exámenes descriptos previamente, las pruebas de huellas no se usan para detectar mutaciones asociadas con enfermedades. Este tipo de tests pueden identificar a las víctimas de un crimen o de una catástrofe, aclarar o implicar a un sospechoso, o establecer relaciones biológicas entre las personas (por ejemplo, la paternidad).
- Exámenes de investigación: Los exámenes de investigación incluye la búsqueda de genes desconocidos, el aprendizaje de cómo trabajan los genes o el mejoramiento de la comprensión de las enfermedades genéticas. Los resultados de esta prueba, hechos como parte de un estudio de investigación, no suelen estar disponibles para los pacientes o sus médicos.
- Examen de diagnóstico (diagnostic testing): utilizado para confirmar o desechar un diagnóstico cuando, debido a unos determinados síntomas, se sospecha de un desorden determinado.
- Examen forense (forensic testing): usa secuencias de ADN para identificar un individuo por motivos legales. A diferencia de los anteriores, no se usa para detectar mutaciones asociadas a enfermedades. Este tipo de test puede identificar víctimas de crímenes o catástrofes, descarta o implica a sospechosos de un crimen o establece relaciones biológicas entre personas (paternidad por ejemplo).
- Examen de búsqueda (research testing): incluye encontrar genes desconocidos, aprender cómo trabajan y avanzar el conocimiento de las condiciones genéticas. No están a la disposición de pacientes.
- Examen diagnóstico preimplantacional (preimplantation testing): es utilizado para analizar el ADN de los embriones, con el objetivo de averiguar si cumplen con las características o requisitos necesarios para su implantación en técnicas de reproducción asistida. También permiten descartar los defectos congénitos que pueden existir en dichos embriones. Se utiliza comúnmente justo antes de la implantación en técnicas como el ICSI. Dentro de este tipo examen, existen otros más específicos, siendo uno de ellos el examen de diagnóstico genético preimplantacional para aneuploidías (PGT-A). El objetivo de esta técnica es buscar embriones con una complementación cromosómica normal (euploidía), durante técnicas de reproducción in vitro, descartando en el camino a aquellos embriones que presentan un número anormal de cromosomas (aneuploidías), incrementando de esta manera la tasa de éxito en los embarazos.

Las muestras que se toman para la realización de test genéticos son por lo general de sangre, saliva, pelo, piel o líquido amniótico. Salvo en este último caso, en el que existe un riesgo, no muy elevado pero real, de sufrir un aborto, los riesgos físicos asociados a la mayoría de pruebas son muy bajos.

## En el ámbito forense
Las pruebas de ADN han pasado a constituir la base de muchas investigaciones judiciales-policiales e históricas, entre las cuales están:
- Determinar la paternidad o maternidad.
- Procedencia de la Humanidad

### Determinación de la paternidad
Las pruebas de ADN para determinar la paternidad se realizan comparando la secuencia de ADN del padre, del niño/niña y de la madre. La combinación de las secuencias de ADN del padre y de la madre debe dar como resultado la secuencia del niño/niña; solo de esta manera se tendrá una seguridad, generalmente de más del 99%, sobre la paternidad del menor de edad.
Existen algunas limitaciones a la hora de realizar el test diagnóstico de determinación de la paternidad:
- Degradación del ADN por factores externos como temperaturas elevadas.

- Modificaciones de la muestra por la acción de inhibidores (tintes, hemoglobina, etc) y otros factores como la luz ultravioleta o sustancias como el formalheído.

- Presencia de alelos desconocidos en la muestra.

- Mezcla de varias muestras de ADN diferentes.

- Contaminantes presentes en la muestra de ADN a analizar. Para evitar esta contaminación, es aconsejable tomar especial precaución durante la extracción, envío y almacenamiento de la muestra. Una correcta distribución y separación de las diferentes áreas de trabajo del laboratorio encargado también ayudan a evitar la contaminación.

- Se han dado casos a en los que la contaminación ha acarreado importantes problemas de interpretación de resultados de pruebas genéticas, como el incidente de  El fantasma de Heilbronn.

### Determinación de la maternidad
En algunos casos lo que se busca determinar es la línea genética materna, en este caso se recurre al ADN mitocondrial que la madre transmite al hijo/hija y que solo esta transmite a sus descendientes.
Este tipo de pruebas sirve para determinar linajes en varias generaciones y fue utilizado para conocer cómo ha evolucionado el genoma humano desde la aparición del Homo sapiens, a través de la Eva mitocondrial, la primera madre que dio origen a la humanidad moderna. De ahí que, en cierto nivel generacional, grandes poblaciones humanas comparten un mismo ancestro y ADN mitocondrial.

### Procedencia de la Humanidad
En muchas ocasiones, los historiadores y sociólogos hacen uso de las pruebas de ADN para realizar estudios sobre rasgos y procedencias de determinadas poblaciones. En este caso es interesante conocer que los grandes guerreros y conquistadores de la antigüedad, son ahora los abuelos de nuestra civilización. En este sentido, la revista National Geographic ha publicado un estudio que revela que Genghis Khan pudo ser uno de los abuelos de la Humanidad.

## El proceso de análisis del ADN
El proceso de análisis de secuencias polimórficas de ADN consiste en un procedimiento de secuenciación de algunas de sus regiones. Consta de los siguientes pasos:
Extracción: Por medio de cualquier célula que posea núcleo se puede obtener el ADN, ya sea desde una gota de sangre, un pelo o saliva son suficientes. Para procesar dichas muestras, se añaden reactivos que rompen las membranas de las células y liberan el ADN contenido en ellas, extrayéndolo del resto de componentes celulares degradándolos o separándolos.
Amplificación: Una vez seleccionados los fragmentos de ADN que interesan, a través de una técnica llamada Reacción en cadena de la polimerasa (PCR), se multiplican los fragmentos escogidos, obteniendo millones de copias de la región que deseamos examinar.
Electroforesis: Aplicando un potencial eléctrico, se separan los fragmentos que se han amplificado según su tamaño. Utilizando potentes equipos informáticos automatizados, se visualizan los resultados en forma de bandas o picos de fluorescencia. En general, la electroforesis capilar permite analizar un mayor número de secuencias de manera más cómoda que la electroforesis en gel.
Comparación: Se comparan las secuencias obtenidas en una determinada muestra con la de otra muestra de ADN y se observan las coincidencias para verificar si se confirma la presencia de una enfermedad o si ambas secuencias pertenecen a la misma persona, corresponden a padre e hijo o no tienen ninguna relación. Para fines identificativos, se calcula la probabilidad estadística de que la secuencia pertenezca al individuo en función de las coincidencias observadas versus la probabilidad de que pertenezca a una persona aleatoria de la población según la prevalencia de cada polimorfismo estudiado.
Existen diversas técnicas y procedimientos de secuenciación utilizados en el ámbito del examen y diagnóstico genético, como la pirosecuenciación y la secuenciación por terminador fluorescente, ambos de uso extendido actualmente. En el futuro, las técnicas de secuenciación de alto rendimiento permitirían analizar distintas muestras de ADN de forma masiva y a coste reducido.
Para fines identificativos, la conclusividad de la comparación es dependiente del abarque del kit de secuenciación empleado. Cuantos más polimorfismos analicemos, mayor confianza podremos tener en la validez de la comparación. Actualmente, el procedimiento estándar de identificación de un individuo analiza 16 microsatélites, ampliables a 21.
Existen además otros procedimientos no relacionados con la secuenciación del ADN pertenecientes al examen y diagnóstico genético, principalmente los citogenéticos, los cuales se centran en la estructura cromosómica. Las técnicas más relevantes en este aspecto son la FISH y la CGH.

## Procedimiento médico
Un examen genético suele hacerse como parte de una consulta genética, y, a mediados de 2008, hay más de 1200 tests genéticos clínicamente aplicables disponibles. Una vez que una persona decide someterse a un examen genético, un genetista médico, consultor genético, médico clínico o especialista puede ordenar el examen luego de obtener un consentimiento firmado. 
Las pruebas se hacen basándose en una muestra de sangre, cabello, piel, líquido amniótico (el fluido que rodea al feto durante el embarazo) u otro elemento similar. Por ejemplo, un procedimiento médico llamado "barrido bucal" utiliza un pequeño cepillo o algodón para tomar una muestra de células de la parte interior de la mejilla. La muestra es enviada a un laboratorio, en donde los técnicos buscan cambios específicos en los cromosomas, el ADN, o las proteínas, dependiendo de la enfermedad que se sospeche. El laboratorio reporta los resultados de la prueba escribiéndoselos al médico de la persona o a un consultor genético.
Los exámenes rutinarios de monitoreo de los recién nacidos suelen hacerse con una muestra de sangre, insertando una jeringa en el talón del bebé y colocando la sangre en un papel especial. A diferencia de otros tipos de exámenes genéticos, en este caso uno de los padres recibe los resultados si son positivos. 

### Interpretación de los resultados
Los resultados de los exámenes genéticos no son siempre simples, ya que a menudo son difíciles de interpretar y explicar. Cuando se interpretan los resultados, los profesionales de la salud deben considerar la historia médica del paciente, la historia de su familia, y el tipo de examen realizado. 
Un resultado positivo significa que el laboratorio ha hallado un cambio en un gen, cromosoma o proteína particular de interés. Dependiendo el objetivo del examen, este resultado puede confirmar un diagnóstico, indicar si una persona es portadora de una mutuación genética particular, identificar el riesgo de tener una enfermedad (tal como el cáncer) en el futuro, o sugerir la necesidad de otro examen. Debido a que las personas con lazos familiares tienen material genético similar, una prueba positiva a menudo implica que los parientes de sangre del implicado deban también someterse a exámenes. Es importante notar que un resultado positivo de un test predictivo usualmente no puede establecer el riesgo exacto de sufrir una enfermedad. Además, los profesionales de la salud normalmente no pueden utilizar un resultado positivo para predecir el avance o la severidad de las enfermedades. 
Un resultado negativo significa que el laboratorio no encontró una copia peligrosa del gen, cromosoma o proteína que se analizó. Este resultado puede indicar que una persona no está afectada por una enfermedad en particular, no tiene un riesgo alto de contraerla o no es portadora de una mutuación genética específica. Es posible, sin embargo, que el test no haya podido encontrar una alteración genética, ya que muchas pruebas no puden detectar todos los cambios genéticos que causan una enfermedad en particular. Se necesitan más exámenes para comprobar un resultado negativo. 
En algunos casos, un resultado negativo puede dar información que no es necesaria. Este tipo de resultados se llaman indeterminados, no informativos, inconclusos, o ambiguos. Los resultados indeterminados a menudo ocurren porque alguien tiene variaciones comunes y naturales en su ADN, llamadas polimorfismo, que no afectan la salud. Si un examen genético encuentra un cambio en el ADN que no ha sido asociado con una enfermedad que sufren otras personas, es difícil decidir si es un polimorfirmo o una mutación causada por una enfermedad. Un resultado ambiguo no puede confirmar o descartar un diagnóstico, y tampoco puede indicar si una persona tiene riesgo de sufrir una enfermedad determinada. En algunos casos, el examinar a otros miembros de la familia puede ayudar a clarificar este tipo de resultados.

## Coste y tiempo
El coste de un examen genético puede oscilar entre menos de cien dólares a más de dos mil, dependiendo de la naturaleza y de la complejidad de la prueba. El costo aumenta si se necesita más de un test o si múltiples miembros de una familia deben someterse a los exámenes para obtener un resultado significativo. En los países que tienen coberturas médicas privadas, en muchos casos, los planes de salud deberían cubrir los costes de las pruebas cuando son recomendadas por un médico.
Desde la fecha que se toma la mezcla, puede llevar pocas semanas o varios meses la publicación de los resultados. Los resultados para los exámenes prenatales a menudo están disponibles más rápidamente debido a que son importantes para tomar decisiones ante los embarazos. 
Los exámenes genéticos tienen beneficios potenciales si los resultados son tanto positivos como negativos. Los resultados pueden proveer un sentido de alivio derivado de la incertidumbre y puede ayudar a las personas a tomar decisiones sobre el control y el manejo de su salud. Por ejemplo, un resultado negativo puede eliminar la necesidad de chequeos y de monitoreos en algunos casos. Un resultado positivo puede guiar al paciente a la prevención, el control y a distintas opciones para su tratamiento. Algunos resultados de los exámenes también pueden ayudar a las personas a tomar la decisión de tener o no un hijo. Los monitoreos de los recién nacidos pueden identificar enfermedades genéticas tempranamente, por lo que su tratamiento puede comenzar lo más rápidamente posible.

## Riesgos y limitaciones
Los riesgos físicos asociados con la mayor parte de los exámenes genéticos son muy pequeños, particularmente en aquellas pruebas que solo requieren una muestra de sangre o un barrido bucal (un procedimiento que desprende células de la parte interior de la mejilla). Los procedimientos utilizados para realizar los exámenes prenatales conllevan un riesgo poco probable, pero existente, de perder el embarazo (aborto) debido a que requieren una muestra de líquido amniótico o tejido de alrededor del feto. 
Muchos de los riesgos asociados con los exámenes genéticos son consecuencias emocionales, sociales o financieras de los resultados. Las personas pueden sentirse furiosas, deprimidas, ansiosas o culpables al recibirlos, sobre todo cuando revelan riesgos contra los cuales no existe ninguna medida preventiva o terapéutica. Por ello las leyes tienden a reconocer un "derecho a no saber" (right not to know) tales resultados. En algunos casos, los exámenes genéticos crean tensión en una familia, porque los resultados pueden revelar información sobre otros miembros de la misma, en relación con quien ha sido analizado. La posibilidad de discriminación por la información genética al buscar empleos o contratar seguros también es un tema de preocupación. Algunas personas evitan los exámenes genéticos por temor de que les impidan comprar un seguro o ser contratados para un trabajo. Los aseguradores de la salud actualmente no piden como requisito someter al paciente a un examen genético para otorgarles la cobertura, y si éstos de todas formas consiguen la información genética, deben guardarla con la misma confidencialidad que cualquier otro asunto privado relacionado con la salud. 
Una legislación en los Estados Unidos decretó que los encargados de los planes de salud no tienen permitido negar una cobertura a una persona solo por su condición genética, si esta demuestra que en el futuro contraería una enfermedad. La legislación también prohíbe a los empresarios usar la información genética para contratar, despedir, modificar el puesto o promover a sus empleados. Fue convertido en ley por el presidente el 21 de mayo de 2008.
Los exámenes genéticos solo proveen información limitada sobre una enfermedad hereditaria. A menudo la prueba no puede determinar si una persona sufrirá síntomas de una enfermedad, cuán severos serían los síntomas, o cómo progresaría la enfermedad en caso de contraerla. Otra limitación importante es la carencia de estrategias de tratamiento que existen para varias enfermedades genéticas una vez que son diagnosticadas. 
Un profesional de la genética puede explicar en detalle los beneficios, riesgos y limitaciones de un examen particular. Es importante que cualquier persona que considere realizarse el examen entienda y analice todos los factores antes de tomar una decisión.
Muchas personas también se preocupan por las consecuencias en su intimidad que implica realizarse la prueba. En los Estados Unidos, por ejemplo, la ley federal exige que esta clase de información médica sea confidencial.

## Exámenes genéticos directos al consumidor (DTC)
Los exámenes genéticos DTC son un tipo de pruebas accesibles directamente al consumidor, sin tener que tratarse con un profesional de la salud. Usualmente, para obtener un examen genético, profesionales de la salud tales como médicos consiguen el permiso del paciente y ordenan la prueba deseada. Estos tests, sin embargo, les permiten a los consumidores sortear este proceso y ordenarlos ellos mismos. Hay una variedad de exámenes DTC, como por ejemplo la prueba del cáncer de mama o las mutuaciones ligadas a la fibrosis. Los beneficios de las pruebas DTC recaen en la accesibilidad que tienen los consumidores, la promoción de la salud activa y la privacidad y confidencialidad de la información genética. Los riesgos posibles son la falta de regulación gubernamental y la malinterpretación potencial de la información genética. 

### Controversia
Los exámenes genéticos DTC han sido controvertidos debido a la abierta oposición que muestra la comunidad científica. Los críticos del examen DTC argumentan en su contra basándose en los riesgos involucrados, la publicidad no controlada y el exceso de mercadeo, además de la absoluta falta de atención que le presta el gobierno.

Algunas publicidades de estos exámenes han sido criticadas por transmitir un mensaje exagerado e inexacto sobre la conexión entre la información genética y el riesgo de enfermedades, utilizando las emociones como una estrategia de venta. Una publicidad para un examen predictivo para evitar el cáncer de mama rezaba: "No hay antídoto más fuerte contra el miedo que la información".

### Regulación gubernamental
Actualmente, no existe una regulación federal fuerte que modere el mercado de los exámenes DTC. Aunque hay cientos de pruebas disponibles, muy pocas están aprobadas por la FDA: las que son vendidas en empaques directamente enviados a los hogares. Debido a la naturaleza de que la mayoría de estas pruebas son enviadas por correo en muestras de ADN, es difícil para la FDA idear una forma de jurisdicción sobre los exámenes, ya que estos son analizados en los laboratorios de los proveedores, y no son en efecto vendidos como dispositivos médicos. Además, la FDA aún no ha probado oficialmente, con evidencia científica, la precisión de la mayor parte de los exámenes directos al consumidor.
El 24 de abril de 2008, el Senado de los Estados Unidos aprobó el  Ley de no discriminación por información genética con los votos positivos superando ampliamente, por 95-0. El acta es el primero de su tipo en los Estados Unidos para prevenir la discriminación contra las personas basándose en su información genética. Esta legislación prohibirá que las compañías de salud no cubran los gastos médicos contra los clientes genéticamente susceptibles a enfermedades de largo y costoso tratamiento. 
El estado de New York solo permite pruebas de paternidad de forma legal y los pacientes deben de traer para el examen  una receta médica, una orden de un juez o una orden del abogado que le atiende el caso. 

## Algunos tests disponibles basados en el análisis deADN
Nota: Los tests con un * solo se han probado como factor de riesgo en el desarrollo de la enfermedad.
- Deficiencia de Alpha-1-antitripsina (AAT; enfisema y enfermedades hepáticas)
- Esclerosis Lateral Amiotrófica (ELA; ALS; Enfermedad de Lou Gehrig; Pérdida progresiva de la función motora que conduce a parálisis y muerte)
- Enfermedad de Alzheimer (APOE; variedad de Demencia senil)
- Ataxia telangiectasia (AT; Desorden progresivo cerebral con pérdida de control muscular)
- Enfermedad de Gaucher (GD; aumento del hígado y bazo, degeneración ósea)
- Herencia/predisposición a carcinoma de mama y ovario'* (BRCA 1 y 2; tumores de mama y ovario en edad juvenil)
- Cáncer de colon hereditario no-poliposis * (CA; tumores de colon y otros órganos)
- Charcot-Marie-Tooth (CMT;)
- Hiperplasia adrenal congénita (CAH; deficiencia hormonal; genitalidad ambigua y pseudohermafroditismo masculino)
- Fibrosis quística (CF; enfermedad pulmón y páncreas
- Distrofia muscular de Duchenne (DMD; leve-severa debilidad muscular, deterior progresivo)
- Distonía (DYT; rigidez muscular)
- Anemia de Fanconi, grupo C' (FA; anemia, leucemia, deformidades esqueléticas)
- Factor V-Leiden (FVL; émbolos sanguíneos)
- Síndrome de cromosoma X frágil (FRAX; una de las causas principales de retraso mental hereditario
- Hemofilia A y B (HEMA y HEMB; desórdenes sanguíneos)
- Hemocromatosis hereditaria (HFE; desorden de excesiva acumulación de hierro)
- Enfermedad de Huntington (HD; usualmente de comienzo en la mitad de la vida; progresiva, letal, enfermedad neurológica degenerativa)
- Distrofia miotónica (MD; debilidad muscular progresiva; la forma más común de distrofia muscular en adultos)
- Neurofibromatosis tipo 1 (NF1; múltiples tumores benignos del sistema nervioso que pueden ser desfigurantes)
- Fenilcetonuria (PKU; retardo mental progresivo debido a falta enzimática: corregible por dieta)
- Enfermedad renal poliquística del adulto (APKD; fallo renal y fallo hepático)
- Síndrome de Prader-Willi (PWS, cromosoma 15,hipotonía neonatal, irregularidades hormonales, talla baja, metabolismo lento, deficiencia hormonal HC, Retraso mental, Obesidad, problemas desintegración social, obsesión por la comida)
- Síndrome de Angelman
- Ataxia espinocerebelar
- Atrofia muscular espinal
- Thalassemias (THAL; anemias - niveles reducidos de glóbulos rojos)

## Algunos hitos en la historia de los tests genéticos

### Enfermedad de Huntington(EH)
1. Años 1840 Revistas médicas describen enfermedades que cursan con movimientos involuntarios y problemas mentales, con cierta penetración familiar.
2. 1872 George Huntington, un médico de 22 años, publica un artículo en el que describe síntomas y patrón hereditario de la enfermedad de Huntington, basado en observaciones de pacientes de su padre.
3. 1981 Nancy Wexler comienza estudios en familias venezolanas, asociando la enfermedad al cromosoma 4.
4. 1983 Se describen los marcadores de la EH.
5. 1986 Primer test predictor de la EH.
6. 1993 Gen de la EH en 4p16,3.

### Fibrosis quística
1. 1938 Dorothy Andersen describe la enfermedad como un defecto en los conductos de las glándulas exocrinas.
2. 1951 El sudor salado descrito en niños postrados de Nueva York, confirmando el dicho del siglo XVII de que los niños que saben a sal no viven mucho.
3. 1986 Varios grupos de investigadores identifican un "marcador" asociado al cromosoma 7
4. 1989 el gen CFTR es descubierto en 7q31,2.
5. 1997 Un estudio de 10 de seguimiento confirma que screening en recién nacidos con introducción de una dieta y pauta de antibióticos mejora la salud.
6. 2001 Los Institutos de Salud de Estados Unidos, Colegio de Ginecología y en Colegio Estadounidense de Medicina Genética, recomiendan screening antes y durante el embarazo.

## Ficción
Algunos problemas futuros posibles derivados de los exámenes genéticos forman la trama de la película de ciencia ficción Gattaca, y de la serie animada de ciencia ficción Gundam Seed.  Se plantean que en un futuro se podrán realizar análisis genéticos en los cuales se muestre toda la información acerca del individuo y su salud futura. Por tanto, aquellos individuos nacidos sin selección genética previa y con enfermedades ( o probabilidad de tenerla) serán tratados de forma discriminatoria.